# Марафон (округ, Вісконсин)
Шаблон:StateAbbr_ 44°54′ пн. ш. 89°46′ зх. д. / 44.9° пн. ш. 89.76° зх. д.
 Марафон (англ. Marathon County) — округ (графство) у штаті  Вісконсин. Ідентифікатор округу 55073.

## Історія
Округ утворений 1850 року.

## Демографія
За даними перепису 
2000 року 
загальне населення округу становило 125834 осіб, зокрема міського населення було 69334, а сільського — 56500.
Серед них чоловіків — 62774, а жінок — 63060. В окрузі було 47702 домогосподарства, 33849 родин, які мешкали в 50360 будинках.
Середній розмір родини становив 3,11.
Віковий розподіл населення поданий у таблиці:
| Стать    | До 15 років | 15-21 | 22-29 | 30-39 | 40-49 | 50-65 | 65-85 | Понад 85 |
| -------- | ----------- | ----- | ----- | ----- | ----- | ----- | ----- | -------- |
| Чоловіки | 14178       | 6482  | 5959  | 9768  | 10145 | 9379  | 6199  | 664      |
| Жінки    | 13361       | 6001  | 5601  | 9486  | 9830  | 9323  | 7933  | 1525     |

## Суміжні округи
- Лінкольн — північ
- Ланґлейд — північний схід
- Шавано — схід
- Вопака — південний схід
- Портедж — південь
- Вуд — південь
- Кларк — захід
- Тейлор — північний захід

## Виноски
1. ↑  U.S. Decennial Census. United States Census Bureau. Архів оригіналу за 4 квітня 2018. Процитовано 6 серпня 2015.
2. ↑  Historical Census Browser. University of Virginia Library. Архів оригіналу за 11 серпня 2012. Процитовано 6 серпня 2015.
3. ↑  Forstall, Richard L., ред. (27 березня 1995). Population of Counties by Decennial Census: 1900 to 1990. United States Census Bureau. Архів оригіналу за 18 липня 2015. Процитовано 6 серпня 2015.
4. ↑  Census 2000 PHC-T-4. Ranking Tables for Counties: 1990 and 2000 (PDF). United States Census Bureau. 2 квітня 2001. Архів оригіналу (PDF) за 18 грудня 2014. Процитовано 6 серпня 2015.
5. ↑  State & County QuickFacts. United States Census Bureau. Архів оригіналу за 6 червня 2011. Процитовано 22 січня 2014.(англ.) Наведено за англійською вікіпедією.
6. ↑  American FactFinder. Бюро перепису населення США. Архів оригіналу за 26 лютого 2012. Процитовано 31 січня 2008.

| США | Це незавершена стаття з географії США. Ви можете допомогти проєкту, виправивши або дописавши її. |